# París-Tours 1927
La París-Tours 1927 fue la 22ª edición de la clásica París-Tours. Se disputó el 1 de mayo de 1927 y el vencedor final fue el suizo Heiri Suter, que se impuso a sus dos compañeros de fuga, los belgas Gustaaf Van Slembrouck y Georges Ronsse, segundo y tercero respectivamente. Este sería el segundo triunfo consecutivo de Suter, un hecho que no se producía en 1910 cuando lo hizo François Faber. 

## Clasificación general[3]
|    | Ciclista               | Equipo         | Tiempo    |
| -- | ---------------------- | -------------- | --------- |
| 1  | Heiri Suter            |                | 7h 09'44" |
| 2  | Gustaaf Van Slembrouck | JB Louvet      | m.t.      |
| 3  | Georges Ronsse         | Automoto       | m.t.      |
| 4  | Achille Souchard       | Automoto       | a 27"     |
| 5  | Julien Delbecque       | Alcyon-Dunlop  | m.t.      |
| 6  | Ferdinand Le Drogo     | Dilecta-Wolber | m.t.      |
| 7  | Julien Vervaecke       |                | a 6'11"   |
| 8  | Roger Gregoire         |                | a 8'44"   |
| 9  | Louis Gras             |                | m.t.      |
| 10 | Désiré Louesse         |                | m.t.      |